# Yuki Bhambri
Yuki Bhambri (New Delhi, 4 juli 1992) is een tennisspeler uit India. Hij heeft één ATP-toernooi in het dubbelspel gewonnen. Wel deed hij al mee aan grandslamtoernooien. Hij heeft zeven challengers in het enkelspel en vijf challengers in het dubbelspel op zijn naam staan.

## Palmares
| Legenda               |
| --------------------- |
| Grand Slam            |
| Olympische Spelen     |
| ATP Finals            |
| ATP Tour Masters 1000 |
| ATP Tour 500          |
| ATP Tour 250          |

### Palmares enkelspel
| Nr.                  | Datum             | Toernooi  | Ondergrond | Tegenstander in finale | Score            |
| -------------------- | ----------------- | --------- | ---------- | ---------------------- | ---------------- |
| gewonnen challengers |                   |           |            |                        |                  |
| 1.                   | 14 mei 2012       | Fargʻona  | Hardcourt  | Amir Weintraub         | 6-3, 6-3         |
| 2.                   | 28 oktober 2013   | Traralgon | Hardcourt  | Bradley Klahn          | 6-7, 6-3, 6-4    |
| 3.                   | 3 februari 2014   | Chennai   | Hardcourt  | Aleksandr Koedrjavtsev | 4-6, 6-3, 7-5    |
| 4.                   | 13 september 2015 | Shanghai  | Hardcourt  | Di Wu                  | 3-6, 6-0, 7-6(3) |
| 5.                   | 31 oktober 2015   | Pune      | Hardcourt  | Jevgeni Donskoj        | 6-2, 7-6(4)      |
| 6.                   | 18 november 2017  | Pune      | Hardcourt  | Ramkumar Ramanathan    | 4-6, 6-3, 6-4    |
| 7.                   | 15 april 2018     | Taipei    | Tapijt (i) | Ramkumar Ramanathan    | 6-3, 6-4         |

### Palmares dubbelspel
| Nr.                               | Datum            | Toernooi      | Ondergrond | Partner                  | Tegenstanders in finale          | Score               |         |
| --------------------------------- | ---------------- | ------------- | ---------- | ------------------------ | -------------------------------- | ------------------- | ------- |
| gewonnen titels mannendubbel      |                  |               |            |                          |                                  |                     |         |
| 1.                                | 1 juli 2023      | ATP Mallorca  | Gras       | Lloyd Harris             | Robin Haase Philipp Oswald       | 6–3, 6–4            | Details |
| gewonnen titels mannendubbel      |                  |               |            |                          |                                  |                     |         |
| 1.                                | 16 oktober 2023  | ATP Stockholm | Hardcourt  | Julian Cash              | Andrej Goloebev Denys Moltsjanov | 7–6(5), 4–6, [8-10] | Details |
| gewonnen challengers mannendubbel |                  |               |            |                          |                                  |                     |         |
| 1.                                | 7 mei 2012       | Busan         | Hardcourt  | Divij Sharan             | Hsieh Cheng-peng Lee Hsin-han    | 3-6, 6-1, 11-9      |         |
| 2.                                | 1 juli 2013      | Winnetka      | Hardcourt  | Michael Venus            | Somdev Devvarman Jack Sock       | 2-6, 6-2, [10-8]    |         |
| 3.                                | 3 februari 2014  | Chennai       | Hardcourt  | Michael Venus            | Sriram Balaji Blaž Rola          | 6-4, 7-6            |         |
| 4.                                | 10 mei 2015      | Qarshi        | Hardcourt  | Adrián Menéndez Maceiras | Sergey Betov Michail Jelgin      | 5-7, 6-3, [10-8]    |         |
| 5.                                | 21 februari 2016 | New Delhi     | Hardcourt  | Mahesh Bhupathi          | Saketh Myneni Sanam Singh        | 6-3, 4-6, [10-5]    |         |

## Resultaten grandslamtoernooien
| Legenda | Legenda                          |
| ------- | -------------------------------- |
| g.t.    | geen toernooi gehouden           |
| l.c.    | lagere categorie                 |
| –       | niet deelgenomen                 |
| G       | uitgeschakeld in de groepsfase   |
| 1R      | uitgeschakeld in de eerste ronde |
| 2R      | uitgeschakeld in de tweede ronde |
| 3R      | uitgeschakeld in de derde ronde  |
| 4R      | uitgeschakeld in de vierde ronde |
| KF      | uitgeschakeld in de kwartfinale  |
| HF      | uitgeschakeld in de halve finale |
| F       | de finale verloren               |
| W       | het toernooi gewonnen            |
| w-v     | winst/verlies-balans             |

### Prestatietabel enkelspel
| Grandslamtoernooien   |      |      |     |      |
| Australian Open       | –    | 1R   | 1R  | 1R   |
| Roland Garros         | –    | –    | –   | 1R   |
| Wimbledon             | –    | –    | –   | 1R   |
| US Open               | –    | –    | –   | 1R   |
| ATP World Tour Finals |      |      |     |      |
| ATP World Tour Finals | –    | –    | –   | –    |
| ATP Masters 1000      |      |      |     |      |
| Indian Wells          | –    | –    | –   | 3R   |
| Miami                 | 1R   | –    | –   | 2R   |
| Monte Carlo           | –    | –    | –   | –    |
| Madrid                | –    | –    | –   | –    |
| Rome                  | –    | –    | –   | –    |
| Montreal/Toronto      | –    | –    | –   | –    |
| Cincinnati            | –    | –    | –   | –    |
| Shanghai              | –    | –    | –   | –    |
| Parijs                | –    | –    | –   | –    |
| Olympische Spelen     |      |      |     |      |
| Olympische Spelen     | g.t. | g.t. | –   | g.t. |
| Statistieken          |      |      |     |      |
| Totaal aantal titels  | 0    | 0    | 0   | 0    |
| Eindejaarsranking     | 338  | 93   | 532 | 137  |

### Prestatietabel dubbelspel
| Grandslamtoernooien  |      |      |      |   |
| Australian Open      | 3R   | –    | 1R   |   |
| Roland Garros        | –    | 2R   | 2R   |   |
| Wimbledon            | –    | –    | 1R   |   |
| US Open              | –    | –    | 1R   |   |
| ATP Masters 1000     |      |      |      |   |
| (Nog) geen deelname  |      |      |      |   |
| Olympische Spelen    |      |      |      |   |
| Olympische Spelen    | g.t. | g.t. | g.t. |   |
| Statistieken         |      |      |      |   |
| Totaal aantal titels | 0    | 0    | 1    | 0 |
| Eindejaarsranking    | 181  | 319  | 62   |   |